# Lac de Marathon
Le lac de Marathon (en grec moderne : Λίμνη του Μαραθώνα) est un lac artificiel de Grèce créé par le barrage de Marathon. Il se trouve à la jonction des rivières Cháradros et Varnavas, près de la ville de Marathon. Il sert à alimenter l'agglomération d'Athènes depuis sa mise en service en 1931.

## Source
- (en) Cet article est partiellement ou en totalité issu de l’article de Wikipédia en anglais intitulé « Lake Marathon » (voir la liste des auteurs).